# Hess (cráter)

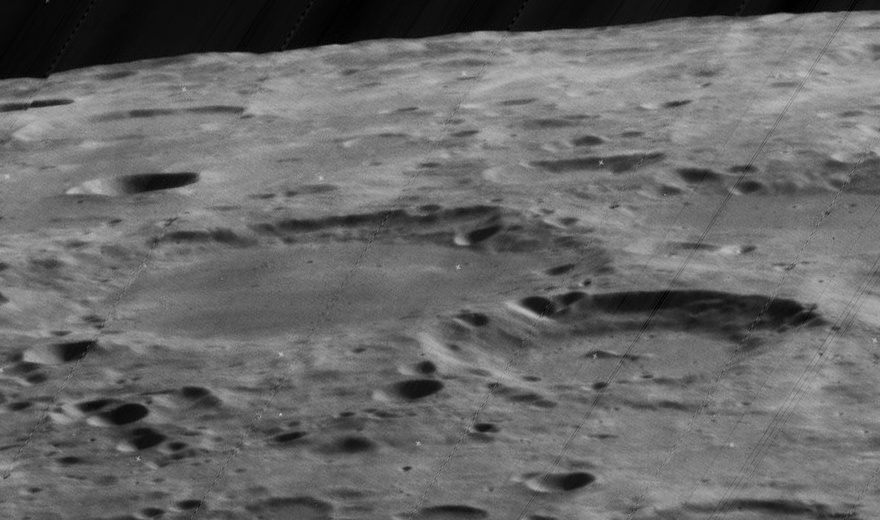
Vista oblicua oeste de Hess (izquierda del centro) y de Boyle (derecha). (Imagen Lunar Orbiter 5)

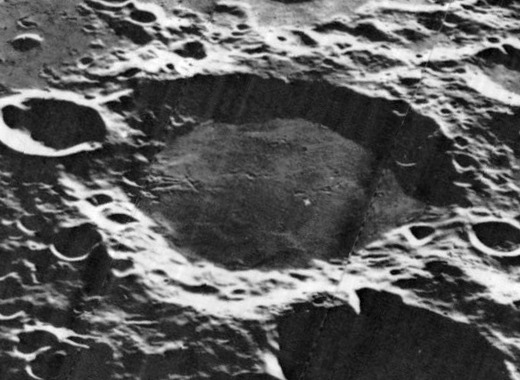
Otra vista del oeste de Hess (Lunar Orbiter 5)

Hess es un cráter de impacto lunar que se encuentra en el hemisferio sur de la cara oculta de la Luna. El borde del cráter ha sido desgastado por impactos posteriores, dejando una pared externa baja y erosionada. El interior plano ha resurgido por el efecto de flujos de lava y aparece libre de impactos significativos. Este suelo interior tiene un albedo ligeramente más oscuro que el terreno circundante.
|  |

El cráter Boyle se halla prácticamente unido al borde noreste de Hess, con el cráter Abbe al sur. Al oeste se encuentra la gran planicie amurallada del cráter Poincaré, con Hess en el lado oriental del borde exterior profundamente erosionado del cráter. El cráter satélite Hess Z está parcialmente recubierto por el borde norte de Hess. El pequeño cráter Hess M se une al borde sur-sudoeste de Hess, al  noroeste del brocal de Abbe.

## Cráteres satélite
Por convención estos elementos se identifican en los mapas lunares colocando la letra en el lado del punto medio del cráter que está más cercano a Hess.
|      | \| Hess \| Coordenadas \| Diámetro \| \| ---- \| ------------------------------- \| -------- \| \| M \| 55°54′S 173°42′E / -55.9, 173.7 \| 27 km \| \| W \| 52°36′S 171°24′E / -52.6, 171.4 \| 28 km \| \| Z \| 52°00′S 174°00′E / -52.0, 174.0 \| 73 km \| |          |
| Hess | Coordenadas | Diámetro |
| M    | 55°54′S 173°42′E / -55.9, 173.7 | 27 km    |
| W    | 52°36′S 171°24′E / -52.6, 171.4 | 28 km    |
| Z    | 52°00′S 174°00′E / -52.0, 174.0 | 73 km    |